# Comuna Uivar, Timiș
Uivar (în maghiară Újvár község) este o comună în județul Timiș, Banat, România, formată din satele Pustiniș, Răuți, Sânmartinu Maghiar și Uivar (reședința).

## Istorie
Prima atestare documentară a localității Uivar este din anul 1767, când au fost colonizate aici, familii de germani și de maghiari. Pe teritoriul comunei s-au descoperit resturi ale unor așezări neolitice, dar și daco-romane și medievale.
Comuna Uivar a fost înființată în anul 1968, prin unificarea comunelor Iohanisfeld, Otelec, Pustiniș și Uivar. Prin legea nr. 108/2008 a fost înființată comuna Otelec, având în componență satele Otelec și Iohanisfeld.

## Politică
Comuna Uivar este administrată de un primar și un consiliu local compus din 13 consilieri. Primarul, Bogdan-Gheorghe Săvulescu[*], de la Partidul Social Democrat, este în funcție din octombrie 2020. Începând cu alegerile locale din 2024, consiliul local are următoarea componență pe partide politice:
|  | Partid                                 | Consilieri | Componența Consiliului | Componența Consiliului | Componența Consiliului | Componența Consiliului | Componența Consiliului | Componența Consiliului | Componența Consiliului | Componența Consiliului |
|  | -------------------------------------- | ---------- | ---------------------- | ---------------------- | ---------------------- | ---------------------- | ---------------------- | ---------------------- | ---------------------- | ---------------------- |
|  | Partidul Social Democrat               | 8          |                        |                        |                        |                        |                        |                        |                        |                        |
|  | Alianța pentru Unirea Românilor        | 4          |                        |                        |                        |                        |                        |                        |                        |                        |
|  | Uniunea Democrată Maghiară din România | 1          |                        |                        |                        |                        |                        |                        |                        |                        |

Primarul comunei, Pavel Vajda, face parte din UDMR, iar viceprimarul din PD. Consiliul Local este constituit din 13 consilieri, împărțiți astfel:
|  | Partid                                     | Consilieri | Componența | Componența | Componența | Componența | Componența |
|  | ------------------------------------------ | ---------- | ---------- | ---------- | ---------- | ---------- | ---------- |
|  | Partidul Social Democrat                   | 5          |            |            |            |            |            |
|  | Uniunea Democrată Maghiară din România     | 4          |            |            |            |            |            |
|  | Alianța Dreptate și Adevăr (2 PD și 1 PNL) | 3          |            |            |            |            |            |
|  | Partidul România Mare                      | 1          |            |            |            |            |            |

## Personalități
- Viorica Ioja  este o canotoare română, laureată cu aur la Los Angeles 1984.

## Demografie
Componența etnică a comunei Uivar
     Români (74,1%)
     Maghiari (9,43%)
     Romi (4,94%)
     Alte etnii (11,53%)
Componența confesională a comunei Uivar
     Ortodocși (60,02%)
     Romano-catolici (14,16%)
     Greco-catolici (9,27%)
     Penticostali (3,56%)
     Alte religii (1,98%)
     Necunoscută (11,01%)
Conform recensământului efectuat în 2021, populația comunei Uivar se ridică la 2.471 de locuitori, în creștere față de recensământul anterior din 2011, când fuseseră înregistrați 2.453 de locuitori. Majoritatea locuitorilor sunt români (74,1%), cu minorități de maghiari (9,43%) și romi (4,94%). Din punct de vedere confesional, majoritatea locuitorilor sunt ortodocși (60,02%), cu minorități de romano-catolici (14,16%), greco-catolici (9,27%) și penticostali (3,56%), iar pentru 11,01% nu se cunoaște apartenența confesională.